# Glas M-61

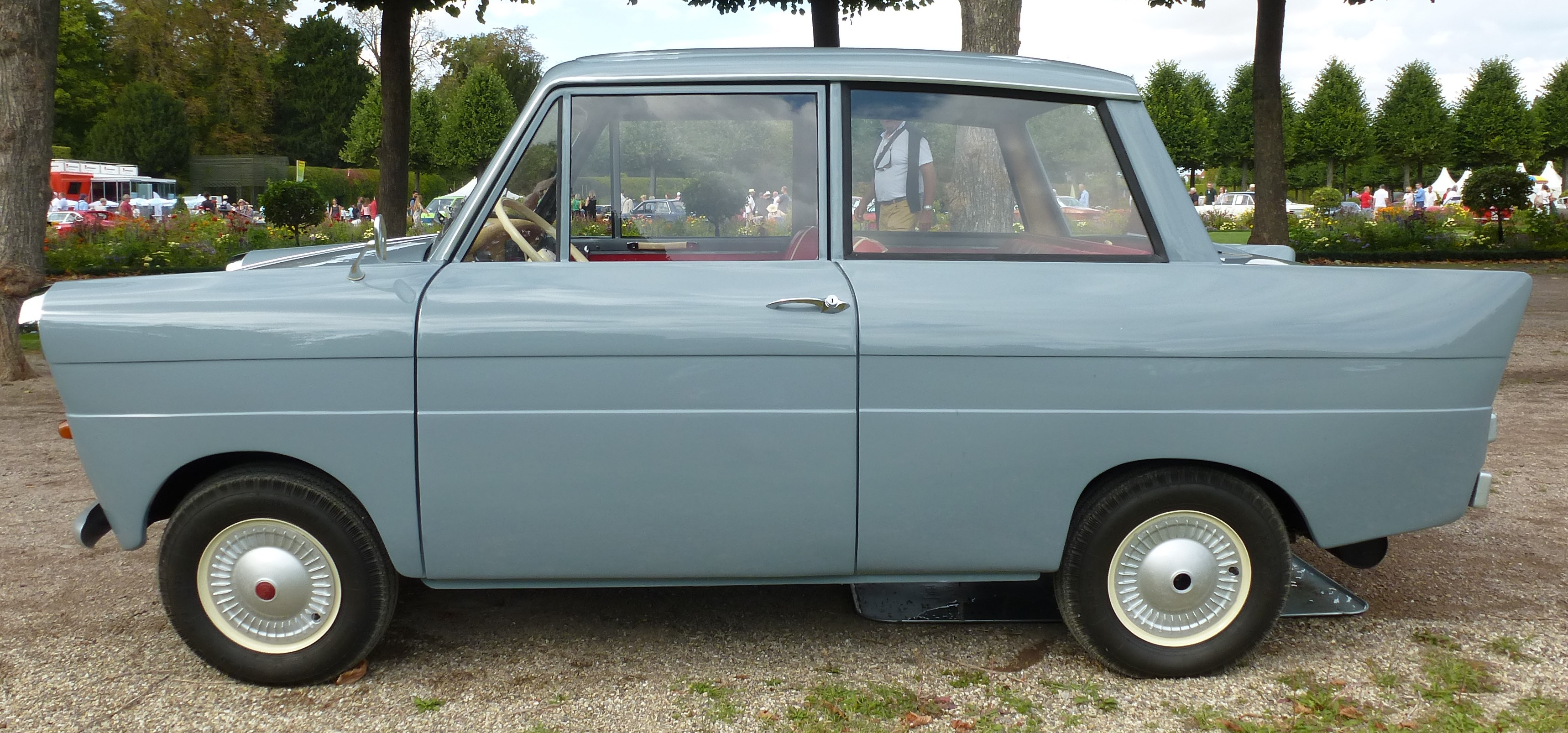
Seitenansicht

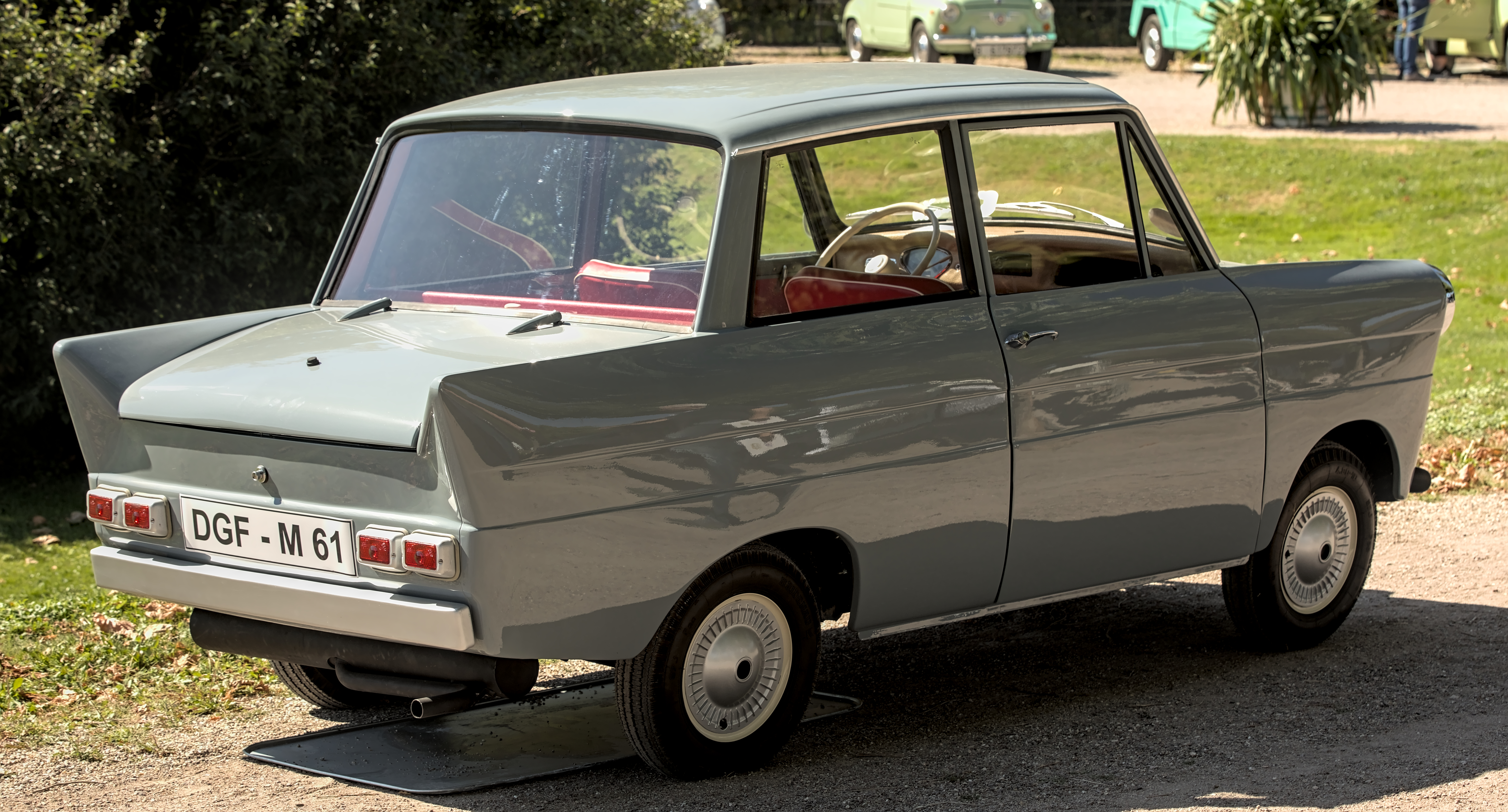
Blick auf das Heck

Der Glas M-61 ist ein Pkw-Prototyp der Hans Glas GmbH.

## Geschichte
Das seit 1955 angebotene Goggomobil war ein großer Erfolg für den Hersteller. Dennoch hatte es einige Nachteile, darunter die Abgase des Zweitaktmotors. Die äußere Form wurde als „nüchtern“ bezeichnet. Die Scheinwerfer waren für optimales Licht zu niedrig angebracht. Ein Kofferraum fehlte. Das Hauptproblem waren die hinten angeschlagenen Türen, die während der Fahrt aufspringen und vom Fahrtwind nach hinten gedrückt werden konnten. Wegen der sich daraus ergebenden Gefährdung hatte das Kraftfahrt-Bundesamt bereits 1957 angekündigt, ab 1963 nur noch Fahrzeugen mit vorn angeschlagenen Türen eine Betriebserlaubnis zu erteilen.
Der Juniorchef Andreas Glas, Chefkonstrukteur Karl Dompert und Versuchsleiter Hans Zettler beschlossen, einen Nachfolger zu entwerfen. Die Aufgabe wurde einem Konstrukteur namens Adler unter Aufsicht von Dompert übertragen. Unklar ist, ob es Josef Adler war, der 1960 von Daimler-Benz angeworben wurde, oder der bereits für Glas tätige Hermann bzw. Herrmann Adler.

## Beschreibung
Das Fahrwerk des Goggomobils mit den Pendelachsen und der Zweizylinder-Zweitaktmotor im Heck wurden übernommen. Eine Quelle präzisiert dahingehend, dass es die Bodengruppe des Goggomobil-Coupés war, die unterhalb der Motoraufhängung durch ein Blech verstärkt wurde. Es war der Motor aus dem Goggomobil TS 400 mit 395 cm³ Hubraum (Bohrung 67 mm, Hub 56 mm); er leistete zwischen 18,5 und 20 PS.
Die Karosserie war komplett neu und moderner als die des Goggomobils. Mit Trapezlinie ähnelte sie den damaligen Kleinwagen von DAF wie dem DAF 600 und dem BMW 700. Die Türen waren vorn angeschlagen. Das Frontblech war neu. Der vordere Kofferraum hatte einen von außen zu öffnenden Kofferraumdeckel. Die Scheinwerfer waren höher montiert als vorher, die Blinker darunter. Die Windschutzscheibe war leicht gewölbt. Die Fensterflächen waren insgesamt vergrößert worden und die Türen hatten Ausstellfenster. Hinten gab es die damals modischen Heckflossen. Außerdem hatte der Wagen vier rechteckige Rückleuchten.
Der Wagen war größer als das Goggomobil, hauptsächlich in der Höhe, und bot mehr Innenraum. Die Rückenlehnen waren höher, das Armaturenbrett hatte eine gepolsterte Oberkante und ein breiterer, oben gewölbter und unten abgeflachter Tachometer wie im Coupé trat an die Stelle des kleinen Rundinstruments.
Die Angaben über die Anzahl der Fahrzeuge sind unterschiedlich. Allgemein heißt es, nur eines sei gebaut worden, eine andere Quelle nennt drei Versuchsfahrzeuge. Im Herbst 1963 sollte die Serienproduktion beginnen. Allerdings erkannte der Hersteller, dass das Fahrzeug zu aufwendig und zu teuer würde. Außerdem gab es Wettbewerber und größere Fahrzeuge wie den Glas Isar und den Glas 1004 aus dem eigenen Haus. Mitte 1962 wurde die Entwicklung abgebrochen. Stattdessen erhielt das originale Goggomobil zunächst eine Sondergenehmigung für seine Türen und im März 1964 eine Modellpflege mit vorn angeschlagenen Türen. Die Angaben über die Kosten der Umrüstung schwanken zwischen 300.000 DM und 700.000 DM.

## Heutiger Bestand
Ein Prototyp des M-61 existiert noch. Soweit bekannt, war er 1961/62 nur bedingt fahrfertig. Front- und Heckscheibe bestanden aus Plexiglas, die Stoßstangen aus Holz, die Scheinwerfer waren nur Attrappen.
1969 wurde das Fahrzeug zulassungsfähig gemacht. Die Scheibenrahmen wurden etwas verkleinert und nahmen sowohl vorn wie auch hinten die Heckscheibe aus dem Glas Isar auf. Die Scheinwerfer mit Chromringen waren etwas größer als ursprünglich geplant. Die Stoßstangen stammten von einem anderen Fahrzeug, die Sitze aus der Goggomobil-Limousine und der Tacho aus dem Coupé. Zwei Landwirte aus Niederbayern fuhren den Wagen bis zur Abmeldung 1981. Ein Sammler bewahrte den M-61 vor der Verschrottung.
2019 sollte das restaurierte Fahrzeug auf dem Concours d’Elegance in Schwetzingen in einer Glas-Sonderschau präsentiert werden, allerdings wurde es nicht rechtzeitig fertiggestellt.
Das Automuseum Central Garage in Bad Homburg vor der Höhe stellt den M-61 in der Ausstellung Glas Automobile – vom Goggomobil bis zum V8 aus, die am 9. März 2022 eröffnet wurde.
Im September 2022 war der Wagen auf dem Concours d’Elegance am Schloss Schwetzingen zu sehen.